# Eupithecia canonica
Eupithecia canonica es una especie de polilla de la familia Geometridae. La especie fue descrita por primera vez por Louis Beethoven Prout habiendo sido descrita en 1934, con distribución en Perú. El holotipo de la especie fue descrita en el Distrito de Acopampa, a aproximadamente 11 500 pies (3505,2 m) de altitud.

## Descripción
Es una polilla mediana a pequeña con una envergadura de las alas de unos 26 milímetros (1 plg) en los machos. Las alas anteriores son de color gris violeta, con irritación fuscous oscura. Las alas traseras son de un color blanquecino sucio y se vuelven más grises en el margen distal.